# Боргарело
Боргарело (итал. Borgarello) је насеље у Италији у округу Павија, региону Ломбардија.
Према процени из 2011. у насељу је живело 2485 становника. Насеље се налази на надморској висини од 85 м.

## Становништво
| 1931. | 1936. | 1951. | 1961. | 1971. | 1981. | 1991. | 2001. | 2011. |
| ----- | ----- | ----- | ----- | ----- | ----- | ----- | ----- | ----- |
| 992   | 1.001 | 995   | 950   | 925   | 855   | 986   | 1.609 | 2.659 |